# Едберт II (король Кенту)
Едберт II (араг. Eadberht II; ? —764/765) — король Кенту у 762—764/765 роках.

## Життєпис
Походив з династії ескінгів. Син Етельберта ІІ, короля Кенту. Про молоді роки Едберта мало відомостей. У 762 році після смерті батька успадкував Східний Кент. Втім вважався вище за королів Західного Кенту, оскільки кожна грамота останніх потребувала засвідчення короля Едберта II. Його співкоролями були Ердвульф та Енмунд.
Намагався чинити опір амбіціям Оффи, короля Мерсії. Імовірно війна розпочалася приблизно наприкінці 764 року, оскільки на початку того ж року мерсійці вдерлися до Західного Кенту. У 765 році Едберт II зазнав поразки й загинув. Оффа зробив новим королем Еґберта II.